# فستان جينيفر لوبيز الأخضر من فيرزاتشي
فستان جينيفر لوبيز الأخضر من فيرزاتشي هو فستان أخضر مصنوع من الحرير والشيفون ارتدته جينيفر لوبيز خلال حفل جوائز غرامي ال42 في 23 فبراير 2000.قدر ثمن الفستان في عام 2000 ب15 ألف دولار.